# Экзогенность
Экзогенность — буквально «внешнее происхождение» — свойство факторов (и важнейшее требование, предъявляемое к ним) эконометрических моделей, заключающееся в предопределённости, заданности их значений, независимости от функционирования моделируемой системы (явления, процесса). Экзогенность противоположна эндогенности. Значения экзогенных переменных определяются вне модели, и на их основе в рамках рассматриваемой модели определяются значения эндогенных переменных.
Экзогенность факторов (регрессоров) в эконометрических (регрессионных) моделях является одним из важнейших предположений. Нарушение этого условия приводит к существенному ухудшению качества стандартных оценок параметров, например методом наименьших квадратов, а именно — оценки параметров становятся смещёнными и несостоятельными. Последнее означает, что даже при большом объёме выборки оценки могут не приближаться к истинным значениям параметров модели.

## Формальные определения
Факторы регрессионной модели называются экзогенными, если они некоррелированы со случайными ошибками. С учетом стандартного для регрессионных моделей предположения о равенстве нулю математического ожидания случайных ошибок, это условие можно записать как {\displaystyle E(x_{t}^{T}\varepsilon _{t})=0}, где x-вектор факторов регрессионной модели (причем, если в число факторов входит и константа, то такая формулировка включает в себя и условие равенства нулю математического ожидания случайных ошибок {\displaystyle E(\varepsilon _{t})=0}).
Условие экзогенности может быть сформулировано также в более слабой форме: {\displaystyle {\frac {1}{n}}X^{T}\varepsilon ~{\xrightarrow {p}}~0}.

### Слабая экзогенность
Пусть {\displaystyle y} — объясняемая переменная модели, а {\displaystyle x} — некоторый набор факторов. Пусть их совместное распределение {\displaystyle f(y,x,\theta )} зависит от некоторых параметров {\displaystyle \theta }. Совместное распределение можно представить в виде разложения на условное по факторам распределение объясняемой переменной и собственно распределение факторов: {\displaystyle f(y,x,\theta )=f(y|x,\theta _{1})f(x,\theta _{2})}. И пусть на группы параметров {\displaystyle \theta _{1}} и {\displaystyle \theta _{2}} не наложено никаких совместных ограничений ни в виде равенств, ни в виде неравенств (две группы параметров «свободно варьируемые»). Пусть также есть некий набор параметров b, зависящих от {\displaystyle \theta }, относительно которых необходимо сделать некоторые статистические выводы. Тогда факторы {\displaystyle x} называются (слабо) экзогенными по параметрам {\displaystyle b}, если {\displaystyle b} зависит только от параметров условного распределения {\displaystyle \theta _{1}}. В частности, параметрами b могут быть коэффициенты линейной регрессионной модели.
Слабая экзогенность вместе со стационарностью переменных являются достаточным условием состоятельности оценок параметров ADL-моделей, которые включают в себя и обычные регрессионные модели без лагов.

### Сильная (строгая) экзогенность
Факторы называются сильно (строго) экзогенными по параметрам, если они (слабо) экзогенны и объясняемая переменная не является причиной по Грэнджеру для этих факторов.
Если факторы являются строго экзогенными для некоторых параметров, то эти параметры можно оценить из уравнения регрессии, используя информацию только об условном распределении, а также прогнозировать объясняемую переменную исходя из прогноза факторов по их же прошлым значениям.

### Суперэкзогенность
Факторы называются суперэкзогенными, если изменение их распределения не влияет на условное распределение объясняемой переменной.
Данное понятие связано с так называемой критикой Лукаса. Суть критики в том, что экономические агенты реагируют на происходящие изменения как экзогенных, так и эндогенных переменных и меняют своё собственное поведение, изменяя тем самым параметры экономической системы. Поэтому модель с постоянными параметрами может быть неадекватна реальным экономическим системам. Свойство суперэкзогенности выделяет те эконометрические модели, к которым критика Лукаса неприменима.

## Примеры
Пример 1. Пусть имеется регрессионная модель, где кроме переменных x, предполагаемых экзогенными, в качестве регрессоров участвует лаговая зависимая переменная: {\displaystyle y_{t}=ay_{t-1}+x_{t}^{T}b+\varepsilon _{t}} , в которой случайные ошибки — подчиняются AR(1)-модели: {\displaystyle \varepsilon _{t}=r\varepsilon _{t-1}+u_{t}}. Поскольку лаговая зависимая переменная, очевидно, зависит от {\displaystyle \varepsilon _{t-1}}, то она коррелирована с {\displaystyle \varepsilon _{t}}. Таким образом, один из факторов исходной модели (лаговая зависимая переменная) коррелирован со случайной ошибкой модели, то есть не удовлетворяет условию экзогенности, следовательно МНК-оценка параметров модели будет смещенной и несостоятельной. Заметим, что в общем случае (если лаговой зависимой переменной нет в модели) автокорреляция случайных ошибок не приводит к смещенности и несостоятельности оценок (они только теряют в эффективности). Однако, в данном случае автокорреляция влияет более существенно, поэтому в моделях, содержащих авторегрессионную компоненту, проверка автокорреляции случайных ошибок имеет особо важное значение, так как влияет также и на вывод об экзогенности факторов модели.

## Тестирование экзогенности
Чаще всего экзогенность факторов постулируется при построении модели. Тем не менее, существуют методы, позволяющие проверить эти предположения.

### Тестирование слабой экзогенности

#### Тест Дарбина-Ву-Хаусмана
Тест Хаусмана

### Тестирование сильной экзогенности
Тестирование сильной экзогенности заключается в тестировании слабой экзогенности и причинности по Грэнджеру.

### Тестирование суперэкзогенности
Для того, чтобы суперэкзогенность можно было проверить, необходимо, чтобы в анализируемой выборке имело место изменение параметров распределения факторов модели. Кроме того, суперэкзогенность предполагает как минимум слабую экзогенность. Проверка проводится в три этапа.
На первом этапе проверяется слабая экзогенность. Далее необходимо проверить стабильность параметров условного распределения различными методами (тест Чоу, введение фиктивных переменных и проверка значимости коэффициентов при них и т. д.). Если стабильность параметров условного распределения имеет место, то проверяется, наконец стабильность параметров распределения факторов, например, с помощью фиктивных переменных. Если параметры распределения факторов признаются стабильными, то на основании данного анализа сделать вывод о суперэкзогенности невозможно. Если же эти параметры не стабильны, то значимые фиктивные переменные добавляются в исходную модель в качестве дополнительных переменных и, если коэффициенты при них оказываются в совокупности незначимыми, то суперэкзогенность считается установленной.